# Adam Film World
Adam Film World (AFW) — американский порнографический журнал выходивший с 1966 по 1998 года.

## История
Knight Publishing Corp. выпустила журнал Adam в 1956 году в попытке повторить успех Playboy. Adam Film Quarterly был выделен из этого журнала Уильямом Ротслером в 1966 году для освещения порноиндустрии. Цена обложки первого номера составляла 1 доллар, а сюжет на обложке был посвящен порнофильму Фанни Хилл.
Первоначально, как и Playboy, издание также освещало новые фильмы и включало художественные рассказы о таких звездах, как Орсон Уэллс или Джуди Гарленд. Однако к 1969 году оно было переименовано в Adam Film World и выходило ежемесячно.
В 1998 году вышел последний выпуск журнала.

## X-Caliber Awards
Ежегодная премия Adam Film World X-Caliber Awards основывала свой выбор победителей, на основе голосов зрителей данных фильмов. Однако после сбора и подсчета голосов, комиссия выносила своё решение. Победители объявлялись ежегодно, начиная с августа 1976 года, для фильмов, вышедших в предыдущем году. На второй год также были введены премии Z-Caliber Awards за худшие фильмы.

## Adam Film World Guide Awards
В 1981 году Adam Film World возродила свои награды под новым названием - Adam Film World Guide Awards, что совпало с запуском дочернего журнала Adam Film World Guide. Вместо того чтобы присуждать отдельные награды в нескольких категориях, AFWG выделила всего несколько категорий — лучшие фильмы, лучшие видео, лучшие сексуальные сцены, лучшие исполнители мужского и женского пола и лучший режиссер, — но назвала пятерку или десятку лучших в каждой из них. Затем, вплоть до 2003 года, в ежегодном каталоге фильмов для взрослых AFWG он входил в тройку лучших фильмов года - сочетание фильмов, снятых на пленку, и фильмов, снятых на видеокассету.

## Adam Black Video Top 25
Adam Black Video Directory - ежегодное издание, выпускавшееся с 1998 по 2007 год, которое выросло из Adam Black Video Illustrated.

## Adam Gay Video "Dave" Awards
Учрежденная в 1989 году редактором видео-каталога Adam Gay Дэйвом Кинником, премия "Дэйв" первоначально была объявлена в ежемесячной колонке Кинника "Видеообзор" в журнале Advocate Men. Они перешли в каталог Adam Gay Video 1996 после того, как колонка прекратила свое существование в декабре 1994 года.